# Урбана (Мериленд)
Урбана (енгл. Urbana) насељено је место без административног статуса у америчкој савезној држави Мериленд.

## Демографија
По попису из 2010. године број становника је 9.175.
| Група             | 2000.    | 2010.         |
| Белци             | 0 (0,0%) | 5.479 (59,7%) |
| Афроамериканци    | 0 (0,0%) | 822 (9,0%)    |
| Азијати           | 0 (0,0%) | 1.602 (17,5%) |
| Хиспаноамериканци | 0 (0,0%) | 924 (10,1%)   |
| Укупно            | 0        | 9.175         |